# 하엘비
하엘비는 대한민국의 CCM 가수다. 2015년 싱글 [하늘의 향기]로 데뷔했다.

## 방송
- 보이스 키즈 (2013) - Top9
- 찬쉼 CCM 페스티벌 (2016) - 대상

## 음반
- 하늘의 향기 (2015)
- 내 안에 계시는 주님께 (2015)
- 기억해요 (2015)
- 주님을 향한 나의 사랑 (2015)
- 주님의 은혜 (2016)
- 주님의 친구들 (2016)
- Always Forever (2016)
- 친구의 주님 (2017)
- 잠; (2017)
- Live5 CHANSHIM CCM Festival (2017)